# Elaphoglossum semicylindricum
Elaphoglossum semicylindricum é uma planta endémica das ilhas dos Açores e da ilha da Madeira. Nos Açores aparece em todas as ilhas com exceção da Graciosa, Santa Maria e Corvo. É também conhecido por língua-de-vaca. É um género botânico pertencente à família Dryopteridaceae.